# Pięciobój wojskowy na Światowych Wojskowych Igrzyskach Sportowych 2011

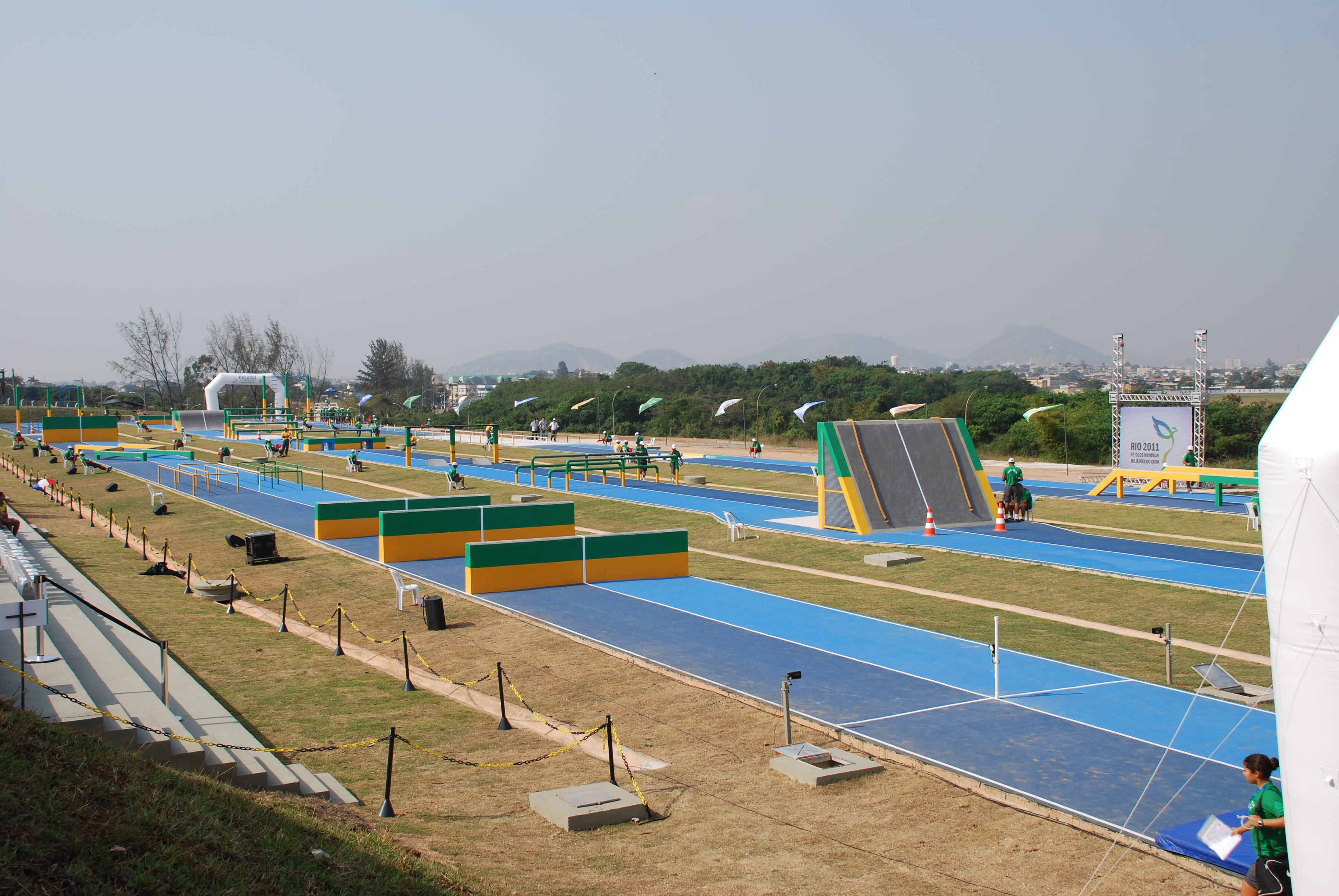
Rio de Janeiro 2011. Tor przeszkód

Pięciobój wojskowy na 5. Światowych Wojskowych Igrzyskach Sportowych – zawody, które odbywały się w brazylijskim Rio de Janeiro w dniach 17 – 23 lipca 2011 roku podczas światowych igrzysk wojskowych. Zawody odbyły się m.in. na obiektach Modern Pentathlon National Center, National Shooting Center, Santa Cruz Air Force Base. Polacy wystartowali w składzie: Marek Kociuba, Krzysztof Mol i Janusz Put bez sukcesów medalowych.
Zawody były równocześnie traktowane jako 58 Wojskowe Mistrzostwa Świata w pięcioboju wojskowym.

## Harmonogram
| Lipiec 2011        | 16 So | 17 Nd | 18 Pn | 19 Wt | 20 Śr | 21 Cz | 22 Pt | 23 So | 24 Nd |
| ------------------ | ----- | ----- | ----- | ----- | ----- | ----- | ----- | ----- | ----- |
| Pięciobój wojskowy |       |       |       |       |       | 4     |       | 2     |       |

Legenda
|  | Dzień zawodów |  | Finał (ilość) |

## Konkurencje

### Kobiety
- indywidualnie, drużynowo oraz sztafeta

### Mężczyźni
- indywidualnie, drużynowo oraz sztafeta

W skład pięcioboju wojskowego wchodzą
1. strzelanie – odległość 200 m (strzelanie precyzyjne max czas na oddanie 10 strzałów, 10 minut oraz szybkostrzelne 10 strzałów w ciągu jednej minuty)
2. bieg z przeszkodami – długość trasy 500 m (tor przeszkód z 20 przeszkodami)
3. pływanie – dystans 50 m stylem dowolnym (tor z 4 przeszkodami)
4. rzucanie granatem – rzut na celność, rzut na odległość
5. bieg przełajowy – mężczyźni 8 km, kobiety 4 km

## Rezultaty

### Mężczyźni
| Konkurencja   | Złoto              | Złoto   | Srebro                   | Srebro  | Brąz                 | Brąz    |
| Konkurencja   | Państwo / Zawodnik | Wynik   | Państwo / Zawodnik       | Wynik   | Państwo / Zawodnik   | Wynik   |
| indywidualnie | He Shugan · Chiny  | 5454,2  | Robert Krawczyk · Niemcy | 5444,2  | Chen Xueming · Chiny | 5426,0  |
| drużynowo     | Chiny ·            | 16286,2 | Wenezuela ·              | 15954,1 | Brazylia ·           | 15678,9 |
| sztafeta      | Turcja ·           |         | Korea Północna ·         |         | Szwecja ·            |         |

### Kobiety
| Konkurencja   | Złoto                 | Złoto   | Srebro                | Srebro  | Brąz                  | Brąz    |
| Konkurencja   | Państwo / Zawodniczka | Wynik   | Państwo / Zawodniczka | Wynik   | Państwo / Zawodniczka | Wynik   |
| indywidualnie | Gong Yanyan · Chiny   | 5464,2  | Wang Tang Lin · Chiny | 5420,1  | Liu Kun · Chiny       | 5401,9  |
| drużynowo     | Chiny ·               | 21593,6 | Korea Północna ·      | 21463,3 | Brazylia ·            | 21321,4 |
| sztafeta      | Korea Północna ·      |         | Norwegia ·            |         | Chiny ·               |         |

## Klasyfikacja medalowa
* Organizator zawodów został zaznaczony tym kolorem.
| Miejsce           | Reprezentacja     | Złoto | Srebro | Brąz | Razem |
| ----------------- | ----------------- | ----- | ------ | ---- | ----- |
| 1                 | Chiny             | 4     | 1      | 3    | 8     |
| 2                 | Korea Północna    | 1     | 2      | 0    | 3     |
| 3                 | Turcja            | 1     | 0      | 0    | 1     |
| 4                 | Niemcy            | 0     | 1      | 0    | 1     |
| 4                 | Norwegia          | 0     | 1      | 0    | 1     |
| 4                 | Wenezuela         | 0     | 1      | 0    | 1     |
| 7                 | Brazylia *        | 0     | 0      | 2    | 2     |
| 8                 | Szwecja           | 0     | 0      | 1    | 1     |
| Ogółem (8 państw) | Ogółem (8 państw) | 6     | 6      | 6    | 18    |

Źródło: